# William Webb Ellis
William Webb Ellis (Salford, 24 de noviembre de 1806 – Menton, 24 de enero de 1872) fue un clérigo anglicano británico, a quien se acredita como inventor del rugby cuando era alumno de la  Escuela de Rugby. Según la leyenda, Webb Ellis recogió la pelota y corrió con ella durante un partido de fútbol escolar en 1823, creando así el estilo de juego rugby. Aunque la historia se ha arraigado firmemente en el folklore del deporte, no está respaldada por evidencia sustancial, y la mayoría de los historiadores del rugby la descartan como un mito de origen.

## Biografía

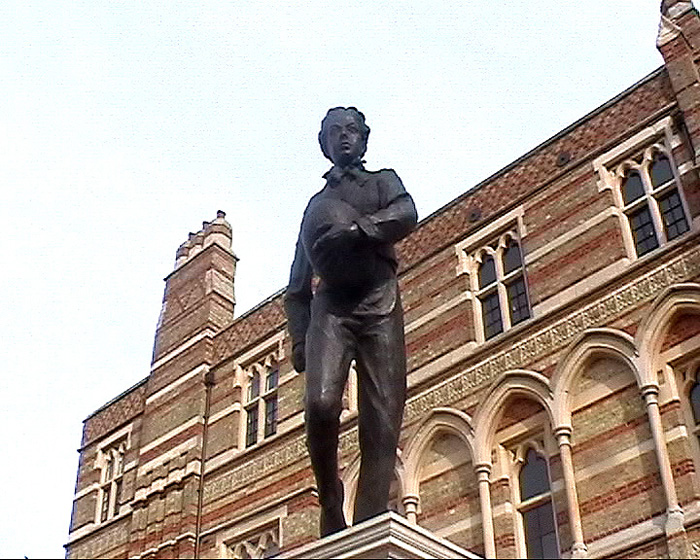
Monumento a William Webb Ellis en Rugby School.

William Webb Ellis nació en Salford, Lancashire, fue el menor de tres hijos del matrimonio formado por James Ellis, un oficial del 7.º regimiento del Dragoon Guards, quién en 1809 se convirtió en teniente del 3.º regimiento, uniéndose a ellos en Portugal, y de Ann Webb, hija de William Webb, cirujano, de Alton, Hampshire, con quien James se casó en Exeter en 1804. Su abuelo paterno era de Pontyclun en el sur de Gales, un descendiente de la familia Ellis de Kiddal Hall, cerca de la A64 de Potterton, West Riding of Yorkshire.
Después de que su padre fue asesinado durante la guerra de la Independencia Española en una acción de caballería cerca de Albuera el 1 de julio de 1812, Ann Webb, al recibir un subsidio de £ 30 de la Royal Majesty en reconocimiento del servicio de su esposo, decidió mudarse a Rugby, Warwickshire, para que William y su hermano mayor, Thomas, recibieran una educación en Rugby School sin costo como fundador local (es decir, un alumno que vive dentro de un radio de 10 millas de la Torre del Reloj de Rugby). Asistió a la escuela en Town House desde 1816 hasta 1825 y fue registrado como un buen erudito y jugador de cricket, aunque se observó que estaba "bastante inclinado a tomar ventaja injusta en el cricket". 

## Leyenda

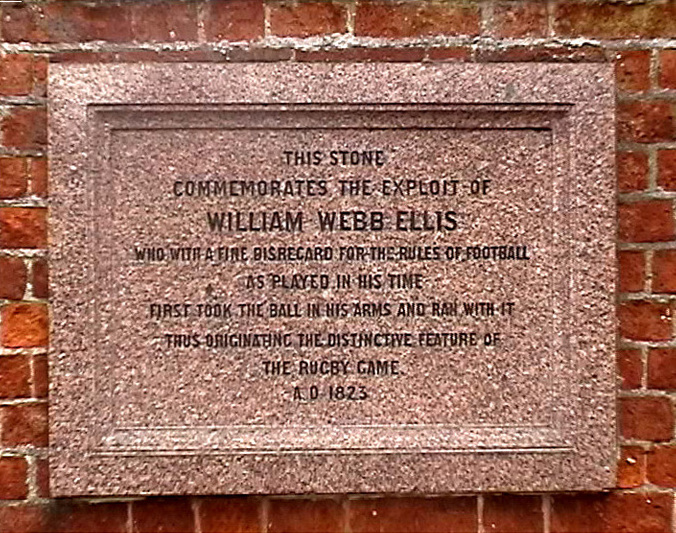
Placa conmemorativa de William Webb Ellis en Rugby School

La única fuente de la historia de Webb Ellis recogiendo la pelota se origina con un tal Matthew Bloxam, un anticuario local y antiguo alumno de Rugby. El 10 de octubre de 1876, le escribió al periódico The Meteor y a la revista Rugby School, que había aprendido de una fuente no identificada que el cambio de un juego de patadas a un juego de manejo se había "... originado con un niño de la ciudad o un fundador. del nombre de Ellis, Webb Ellis " . 
El 22 de diciembre de 1880,  en otra carta al Meteor, Bloxam desarrolla la historia: "Un chico llamado Ellis - William Webb Ellis - un chico de la ciudad y un fundador, ... mientras jugaba Bigside en el fútbol en ese medio año [1823], atrapó la pelota en sus brazos. Siendo esto así, de acuerdo con las reglas de entonces, debería haberse retirado hacia atrás hasta donde quisiera, sin separarse de la pelota, ya que los contrarios en el lado opuesto solo podían avanzar hasta el lugar donde se había atrapado la pelota, y estaban incapacitados para correr hacia adelante hasta el golpeo o colocación de alguien más que pateara, porque era por medio de estos tiros pateados colocados que se conseguian la mayoría de los goles en esos días, pero en el momento en que el balón tocara el suelo, el del lado opuesto podría atacar hacia adelante. Ellis, por primera vez, no hizo caso de esta regla, y al atrapar la pelota, en lugar de retirarse hacia atrás, se apresuró hacia adelante con la pelota en las manos hacia el objetivo contrario, con lo que el resultado del partido no lo sé, como tampoco sé cómo se siguió tras esta infracción de una regla conocida, o cuándo se convirtió, como lo es ahora, en una regla permanente".
El primer relato de Bloxam difería del segundo cuatro años después. En su primera carta, en 1876, Bloxham afirmó que Webb Ellis cometió el acto en 1824, una época en la que Webb Ellis había dejado Rugby. En su segunda carta, en 1880, Bloxham puso el año como 1823.

## Investigación de 1895
La afirmación de que Webb Ellis inventó el juego no surgió hasta cuatro años después de su muerte, y se han suscitado dudas sobre la historia desde 1895, cuando la Old Rugbeian Society lo investigó por primera vez. El comité que realizó la investigación fue "incapaz de obtener evidencia de primera mano del hecho".  
Entre los que dieron testimonio, Thomas Harris y su hermano John, que habían dejado Rugby en 1828 y 1832 respectivamente (es decir, después del supuesto incidente de Webb Ellis) recordaron que el manejo del balón estaba estrictamente prohibido. Thomas Harris, quien solicitó que "no [se] cite [d] como autoridad", testificó que Webb Ellis había sido conocido como alguien por tomar una "ventaja injusta en el fútbol". John Harris, que habría tenido 10 años al momento del presunto incidente, no afirmó haber sido testigo de ello. Además, declaró que no había escuchado la historia de la creación del juego de Webb Ellis.
Se le pidió a Thomas Hughes (autor de Tom Brown's Schooldays ) que comentara sobre el juego que se jugaba cuando asistía a la escuela (1834-1842). Se le cita diciendo: "En mi primer año, 1834, correr con el balón para intentar tocar tierra dentro de la portería no estaba absolutamente prohibido, pero un jurado de chicos de Rugby de ese día seguramente habría encontrado un veredicto de" justificable homicidio "si un niño hubiera muerto al correr". 
Dunning y Sheard (2005) han sugerido que no fue coincidencia que esta investigación se llevara a cabo en 1895, en un momento en que las divisiones dentro del deporte condujeron a la división en los deportes de la liga de rugby y la unión de rugby. Dunning y Sheard sugieren que el respaldo de un mito de origen "reduccionista" por parte de los Rugbeianos fue un intento de afirmar la posición y autoridad de su escuela sobre un deporte del que estaban perdiendo el control. 

## Jem Mackie
Un artículo de Gordon Rayner en The Sunday Telegraph  sobre el origen del fútbol de rugby, dice que Thomas Hughes dijo en la investigación de 1895 que en 1838-1839 un niño de la escuela de rugby llamado Jem Mackie "fue el primer gran corredor", y que más tarde (en 1842 o antes) Jem Mackie fue expulsado de la Escuela de Rugby por un incidente no especificado; en 1845, los niños de la escuela escribieron por primera vez un conjunto de reglas acordadas para la versión del fútbol jugado en la Escuela de Rugby, que ahora es fútbol de rugby. Gordon Rayner dice que la razón de la expulsión de Jem Mackie puede haber dañado tanto la reputación de Mackie que Bloxam transfirió la parte de Mackie en la invención del fútbol de rugby a Webb Ellis, y que una gran donación de Bloxam a la biblioteca de la Escuela de Rugby puede haber influido en la aceptación oficial de la escuela de esta versión de Webb Ellis. Otra teoría es que el papel de Mackie puede haber sido ignorado porque el comité estaba tratando de demostrar que la Escuela de Rugby había inventado el juego, y por lo tanto podría haber preferido la fecha más temprana posible. England Rugby dice que la acción de William Webb Ellis (si sucedió) no condujo a ningún cambio inmediato en las reglas, pero bien pudo haber inspirado a imitadores posteriores, aunque no a Mackie, ya que Thomas Hughes dijo que la historia de Webb Ellis no había sobrevivido en su propio tiempo. (1834, que fue antes de que Mackie popularizara el rodaje durante 1838/39).  

## Legado
La leyenda tomó forma cuando la Old Rugbeian Society decidió en 1900 colocar una placa en el Colegio de Rugby, donde había estudiado Ellis, con la siguiente inscripción:

Esta placa conmemora la hazaña de William Webb Ellis quien con fina indiferencia por las reglas del fútbol como se jugaba en su tiempo, tomó por primera vez la pelota en sus brazos y corrió con ella dando así origen a la característica distintiva del juego de rugby. A.D. 1823.

No hay ninguna constancia de este hecho que sea contemporánea al mismo. Luego de egresar del Colegio de Rugby, Ellis se dedicó al cricket y se hizo clérigo. Durante su vida nunca se hizo mención al hecho y tampoco en ocasión de su fallecimiento en Francia, en 1872. Su lápida en el cementerio de Menton, solo menciona su desempeño como rector de la iglesia de Saint Clement Danes en Londres.
La historia fue mencionada por primera vez en un artículo publicado en octubre de 1876 en el periódico escolar Meteor, escrito por Matthew Bloxam, y ampliada en un segundo artículo publicado el 12 de diciembre de 1880. Bloxam aclara que la historia le fue contada, pero sin identificar a la persona que habría presenciado el hecho. En 1895 la Old Rugbeian Society decidió verificar la historia, pero no encontró ningún testigo de la misma. Desde entonces esos dos artículos escritos por Bloxam son la única fuente de la historia, sobre la que existe un amplio consenso para considerarla falsa.
En 2008 la World Rugby homenajeó e introdujo a William W. Ellis al Salón de la Fama de la World Rugby, junto con la Rugby School.